# سكا (الكرك)
بلدة سكا جنوب الأردن في إلى الغرب في محافطة الكرك تابعة للواء لواء قصبة الكرك وهي من القرى الصغيرة في المحافظة.
بلغ سكانها قرابة 708 عام 2015.